# Tethya comorensis
Tethya comorensis är en svampdjursart som beskrevs av Sarà,Corriero och Bavestrello 1993. Tethya comorensis ingår i släktet Tethya och familjen Tethyidae.
Artens utbredningsområde är havet kring Komorerna. Inga underarter finns listade i Catalogue of Life.